# Heteragrion eboratum
Heteragrion eboratum är en trollsländeart som beskrevs av Donnelly 1965. Heteragrion eboratum ingår i släktet Heteragrion och familjen Megapodagrionidae. IUCN kategoriserar arten globalt som nära hotad. Inga underarter finns listade i Catalogue of Life.